# Гершовиці
Гершовиці (пол. Gierszowice) — село в Польщі, у гміні Ольшанка Бжезького повіту Опольського воєводства.
Населення — 331 особа (2011).

## Демографія
Демографічна структура станом на 31 березня 2011 року:
|          | Загалом | Допрацездатний вік | Працездатний вік | Постпрацездатний вік |
| -------- | ------- | ------------------ | ---------------- | -------------------- |
| Чоловіки | 163     | 32                 | 116              | 15                   |
| Жінки    | 168     | 25                 | 101              | 42                   |
| Разом    | 331     | 57                 | 217              | 57                   |